# Cryptanusia ajmerensis
Cryptanusia ajmerensis är en stekelart som först beskrevs av Fatma och Shafee 1988.  Cryptanusia ajmerensis ingår i släktet Cryptanusia och familjen sköldlussteklar. Inga underarter finns listade i Catalogue of Life.